# والکرویل (مونتانا)
والکرویل (به انگلیسی: Walkerville) شهری در ایالت مونتانا کشور ایالات متحده آمریکا است که جمعیت آن در سرشماری سال ۲۰۱۰ میلادی، ۶۷۵ نفر بوده‌است.

## موقعیت جغرافیایی
موقعیت جغرافیایی شهرها و مناطق اطراف به شرح زیر است: